# Hobo with a Shotgun
Hobo with a Shotgun (engl. für Landstreicher mit einer Schrotflinte) ist ein kanadischer Spielfilm aus dem Jahr 2011. Er basiert auf einem der Fake-Trailer von Grindhouse. Regie führte Jason Eisener, die Hauptrolle des Hobo wurde mit Rutger Hauer besetzt. Der Drehort war in Halifax, Nova Scotia, Kanada. Der Film hatte am 21. Januar 2011 Premiere beim Sundance Film Festival.

## Handlung
Ein namenloser Wanderarbeiter (engl. Hobo) landet nach einer Fahrt mit einem Güterzug in der Stadt Hopetown, in der er ein neues Leben beginnen will. Er träumt davon, sich einen Rasenmäher zu kaufen, um damit als Landschaftsgestalter Geld zu verdienen. Dafür sammelt er Leergut.
Die Stadt wird vom Gangsterboss Drake und dessen Söhnen Ivan und Slick beherrscht. Der Hobo muss mit ansehen, wie Drake zusammen mit seinen Söhnen seinen eigenen Bruder misshandelt und schließlich vor versammeltem Publikum bestialisch tötet. Der Hobo beobachtet einen von Drakes Söhnen, der sich zusammen mit seinen Freunden über die junge Prostituierte Abby hermachen will, woraufhin ihn der Landstreicher ohnmächtig schlägt und aufs Polizeirevier trägt. Doch die Polizei arbeitet mit Drake zusammen und ruft dessen anderen Sohn herbei, der dem Landstreicher „Scum“ (Abschaum) in den Oberkörper ritzt. Blutüberströmt rettet sich der Landstreicher zu Abby auf den Straßenstrich. Abby lässt ihn eine Nacht in ihrer Wohnung schlafen.
Am nächsten Tag verdient sich der Landstreicher das Geld für den Rasenmäher, indem er sich gegen Bezahlung für ein Video misshandeln lässt. Als er den Rasenmäher kaufen will, wird das Geschäft von drei Männern überfallen. Der Landstreicher schnappt sich eine im Geschäft angebotene Schrotflinte und schießt die Gangster nieder. Da die Schrotflinte genau so viel kostet wie der Rasenmäher, kauft er sich statt des Rasenmähers die Schrotflinte und reinigt fortan die Stadt von Kriminellen.
Die Bevölkerung der Stadt wird zu großen Fans vom Landstreicher, was dem Drake-Clan missfällt. Drakes Söhne richten daraufhin in einem Schulbus mithilfe eines Flammenwerfers ein Massaker an den Kindern an, um die Eltern zu verängstigen, damit sie gegen den Landstreicher kämpfen. Die Bevölkerung macht aus Angst vor Drakes Bande Jagd auf alle Obdachlosen und die sie dafür halten und richtet unter ihnen ein Massaker an. Der Landstreicher kann unterdessen Abby vor einem sadistischen Polizisten retten und wird von Abby in ihrer Wohnung versteckt. Dabei werden sie jedoch beobachtet und Drakes Söhne brechen in die Wohnung ein. Während Ivan den Landstreicher mittels Schlittschuhen foltert (im Film ein übliches Mittel, das als skaterape – Schlittschuh-Vergewaltigung – bezeichnet wird), sägt Slick Abby langsam mit einer großen Säge in den Hals. Der Landstreicher schafft es, sich einen Toaster zu schnappen, damit einen Tritt zu blocken und anschließend Stromschocks durch die Schlittschuhe zu leiten. Während er einen von Drakes Söhnen so außer Gefecht gesetzt hat, rettet er Abby und entmannt ihren Peiniger mit der Schrotflinte, woraufhin Ivan die Flucht ergreift.
Der Landstreicher bringt Abby ins Krankenhaus. Drake, nun um einen Sohn ärmer, setzt seine zweiköpfige Elite-Einheit, genannt „die Plage“ – bestehend aus Rip und Grinder, auf den Landstreicher an. Als der Landstreicher das Krankenhaus verlassen will, macht er einen Abstecher, um sich die Neugeborenenstation anzusehen. Weil „die Plage“ fast alle Krankenhausangestellten auf ihrem Weg tötet, was aufgrund ihrer Tötungsart – sie umwickeln den Hals des Opfers und schießen das Seil mit einer Harpune an die Decke – zu einem Stromausfall führt, wird dem Landstreicher klar, dass Abby in großer Gefahr ist. Doch „die Plage“ hat sich in Abbys Zimmer versteckt und überwältigt den Landstreicher, als er sie retten will. „Die Plage“ transportiert den Landstreicher in ihr Heim, wo der Landstreicher in einer Zelle wieder aufwacht. Abby nimmt indessen die dabei verlorene Schrotflinte an sich, stiehlt den Rasenmäher und baut ihn um.
Als Drake gerade die Tötungszeremonie vor dem versammelten Publikum inszeniert, taucht Abby auf und bedroht erst einmal Ivan. Drake tötet Ivan, nachdem eine „der Plagen“ ihn als ersetzbar bezeichnet. Eine der Plagen greift Abby an und wird von ihr erschossen und geschreddert. Sie verhindert die Enthauptung des Landstreichers, wird danach aber von Drake überwältigt. Dieser steckt ihre Hand in den Rasenmäher. Abby jedoch nutzt den nun spitzen Knochen ihres Arms und sticht auf Drake ein. Dann befreit sie den Landstreicher aus der Foltervorrichtung, der sich den am Boden liegenden Drake endgültig vorknöpfen will. Währenddessen trifft jedoch die Polizei ein und droht, den Landstreicher zu töten, sollte er Drake erschießen. Das bis an die Zähne bewaffnete Publikum ist jedoch anderer Meinung und richtet die Waffen auf den Polizeichef. Der Landstreicher erschießt Drake, die Polizei erschießt den Landstreicher und das Publikum erschießt die Polizei.

### Alternatives Ende
Es existiert ein erweitertes Ende zum Film, welches nicht in der finalen Fassung vorkommt. Nach den Ereignissen der Endfassung wird Abby hier Mitglied der "Plage" und erhält eine mit Flinten besetzte Prothese als Ersatz für ihre linke Hand.

## Kritik
Mike Hale befand in der New York Times, der Film werde, da der Regisseur die extrem triviale Geschichte sehr geradlinig und nur wenig ironisch inszeniere, die meisten Zuschauer langweilen und Unbehagen verursachen, besonders wegen Szenen wie der, die zeigt, wie Kinder in einem Bus bei lebendigem Leib verbrennen. Die Leistung Rutger Hauers bei der Darstellung des Hobos wurde dagegen gelobt.
Rüdiger Suchsland (film-dienst) bezeichnete Hobo with a Shotgun als eine der Entdeckungen beim 44. Festival de Cinema Fantastic in Sitges. Er sei ein „harter Rache-Film in der Tradition der "schmutzigen" 1970er-Jahre-B-Movies“. „Rutger Hauer, originales Technicolor-Material und Splatter-Effekte“ erwiesen sich als „bei genauerem Hinsehen bestechende Kombination“.
Stefan Jung bespricht den Film im Lexikonartikel der Enzyklopädie des Phantastischen Films als markanten Vertreter des jüngeren Grindhouse- bzw. Exploitationfilms. Der Streifen lebe von der Rekrutierung des Hauptdarstellers Rutger Hauer und besteche als High-Concept-Film mit formaler Explizitheit; das ästhetische Interesse des Films, so Jung, mache sich besonders bei der Wahl der Bildgestaltung (Farbgebung und Beleuchtung) bemerkbar mit einem auffälligen Retro-Technicolor-Logo im Vorspann als „höchst selbstreflexives formales Kennzeichen“. So wird in Hobo with a Shotgun „das ‘Schauspiel’ zum obersten Gebot“.

## Veröffentlichung
Der Film kam am 4. Oktober 2012 von Universum Film in die deutschen Videotheken. Da auch eine geschnittene Fassung keine FSK-Freigabe bekam, entschied man sich, nur die ungekürzte Fassung zu veröffentlichen, die von der Juristenkommission der SPIO das Siegel „strafrechtlich unbedenklich“ bekam. Einen Tag später kam der Film in den Verkauf.
Die Bundesprüfstelle widersprach der Auffassung der SPIO/JK, indem sie bei der Indizierung am 31. Dezember 2012 eine strafrechtliche Relevanz feststellte und den Film somit auf Liste B indizierte.
Im Mai 2014 wurde der Einziehungsbeschluss veröffentlicht, womit der Vertrieb des Films in Deutschland untersagt ist.